# Beatrix Kökény
Beatrix Kökény (n. 12 martie 1969, Budapesta) este o fostă handbalistă maghiară, campioană europeană și multiplu medaliată olimpică, care a servit ca director tehnic al clubului Ferencvárosi TC.
Kökény este căsătorită cu Géza Imre, un medaliat olimpic cu argint și bronz în probele de scrimă. Cei doi au împreună doi copii.

## Palmares

### Club
- Liga Maghiară de Handbal:
  -  Câștigătoare: 1989, 1990, 1991, 1994, 1995, 1996, 1997, 2001

- Cupa Ungariei:
  -  Câștigătoare: 1992, 1993, 1994, 1995, 1996, 1997, 2001

- Cupa Cupelor EHF:
  - Finalistă: 1994

### Echipa națională
- Jocurile Olimpice:
  -  Medalie de argint: 2000
  -  Medalie de bronz: 1996

- Campionatul Mondial:
  -  Medalie de argint: 1995

- Campionatul European:
  -  Câștigătoare: 2000
  -  Medalie de bronz: 1998

## Premii individuale
- Cel mai bun handbalist maghiar al anului: 1989, 1991, 1995
- Crucea de argint a Ordinului de Merit al Republicii Ungare: 1996
- Crucea în grad de Cavaler a Ordinului de Merit al Republicii Ungare: 2000